# Comuna Michałowo
Michałowo este o comună (în poloneză: gmina) rurală în powiat Białystok, voievodatul Podlasia, Polonia.
Comuna acoperă o suprafață de 409,19 km² și are, potrivit datelor din anul 2006, o populație de 7.263.